# Discografia di Massimo Melodia

## Album

### Album in studio
| Anno                                                | Titolo                                                                      | Posizione in classifica | Certificazione |
| Anno                                                | Titolo                                                                      | ITA                     | Certificazione |
| --------------------------------------------------- | --------------------------------------------------------------------------- | ----------------------- | -------------- |
| 1986                                                | Buela - Pubblicato: 1986 - Etichetta: Eccentrika Record - Formati: LP       | —                       |                |
| 2009                                                | Terra e mare - Pubblicato: 2009 - Etichetta: Si world records - Formati: CD | —                       |                |
| "—" indica che l'album non è entrato in classifica. |                                                                             |                         |                |

### Album dal vivo
| Anno                                                | Titolo                                                                              | Posizione in classifica | Certificazione |
| Anno                                                | Titolo                                                                              | ITA                     | Certificazione |
| --------------------------------------------------- | ----------------------------------------------------------------------------------- | ----------------------- | -------------- |
| 2003                                                | Melodia mediterranea - Pubblicato: 2003 - Etichetta: Si world records - Formati: CD | —                       |                |
| "—" indica che l'album non è entrato in classifica. |                                                                                     |                         |                |

## Singoli
| Anno | Brani                                | Etichetta | Note                              |
| ---- | ------------------------------------ | --------- | --------------------------------- |
| 1979 | Un fiore rosanero / È un'aquila nera | Ziz       | Inno ufficiale del Palermo calcio |

## Brani

### Lato A
1. Buela - 4:40
2. A santa allegria - 4:30
3. Vola l'aceddu - 4:08
4. Stidda - 3:48

### Lato B
1. Sicily rendez-vous - 4:2
2. Sciarra chitarra - 4:4
3. A furtuna - 3:15
4. A Vucciria - 2:5
5. Sutta li stiddi chi vogghiu - 3:45

### Melodia Mediterranea
1. Lu misi di marzu - 4:54
2. Vola vola - 3:54
3. Rusidda - 2:42
4. L'Isola - 6:03
5. Sicily rendez-vous - 6:31
6. Buela - 5:57
7. A furtuna - 4:22
8. La santa allegria - 5:53
9. A carruzzedda - 2:30
10. Mondello anni 50 - 3:31 - (Massimo Melodia/Antonio Marsala)
11. Ninna nanna - 3:15
12. A Vucciria - 3:20
13. Musica Nova - 6:33
14. Canto bambino - 5:56
15. Sciarra chitarra - 5:08
16. Sutta li stiddi chi vogghiu - 7:23

### Terra e Mare
1. Terra e Mare - 5:32
2. Il Francese - 4:00
3. A casa di mia zia - 4:51
4. I Siciliani - 3:44
5. Farina e festa - 4:38 - (musica di Massimo Melodia, testo di Bibi Bianca, Giovanni Nanfa, Antonio Marsala, Massimo Melodia)
6. La gita - 5:32
7. L'amico mio lupo di mare - 5:34
8. Villa Malfitano - 6:05
9. Ragazza dai 30 anni in su - 6:44
10. Un fiore rosanero - 5:32
11. W la Targa - 4:22
12. La vista - 5:10
13. In altomare - 4:05
14. Notte blu - 4:12

## Formazioni

### Un fiore rosanero
- Enzo Puccio, tastiere
- Mimmo La Mantia, chitarre
- Agostino Amorello, percussioni
- Pippo Capodici, basso elettrico e direzione artistica
- Marcello Mandreucci, vocalist
- Tonino Sardisco, sax
- Massimo Melodia, basso elettrico, piano, voce
- Lillo Sorrentino, tecnico del suono

### Buela
- Bernardo Pizzuto, Tastiere, arrangiamenti
- Filippo Rizzo, basso e chitarra elettrica, arrangiamenti
- Rosario Gagliardo, batteria
- Davide Citrolo, dobro in A santa allegria
- Rosario Vella, chitarra acustica in A santa allegria
- Sandro Palacino, sax soprano
- Michele Russotto, chitarra elettrica in  Sciarra chitarra
- Mimmo La Mantia, chitarre in A Vucciria e Sicily rendez-vous
- Marcello Sancez, vocalist
- Marcello Mandreucci, vocalist
- Massimo Melodia, voce, arrangiamenti
- Lillo Sorrentino, tecnico del suono

### Melodia Mediterranea
- Marcello Mandreucci, voce e chitarra
- Rosario Vella, chitarre
- Orazio Maugeri, sax soprano, ewy
- Gianfranco Cavallaro, batteria
- Valeria Milazzo, vocalist
- Giuseppe Milici, armonica
- Mimmo Ghegghi, voce tenore
- Nicola Vitale, tastiere
- Aldo Messina, basso elettrico
- Massimo Melodia, voce e chitarra
- Natale Lopes, tecnico del suono nei concerti live
- Giacomo Melodia, registrazione audio, post produzione, editing e mastering

### Terra e Mare
- Innocenzo Bua, fisarmonica
- Roberto Di Dio, chitarra
- Fabio Passiglia, sax soprano
- Massimo Melodia, voce e chitarra, tastiere
- Emilio Maggio/Rino Cannovale/Filippo Premutati, registrazione